# ولادیسلاو آندریو
ولادیسلاو ویتالویچ آندریف (به بلاروسی: Уладзіслаў Віталевіч Андрэеў؛ به روسی: Владислав Витальевич Андреев؛ زادهٔ ۴ مهٔ ۱۹۸۷) کشتی‌گیر روس‌تبار کشور بلاروس در دسته ۵۷ کیلوگرم کشتی آزاد است.
او برنده مدال برنز قهرمانی کشتی جهان ۲۰۱۴ و نائب قهرمانی مسابقات قهرمانی کشتی اروپا ۲۰۱۸ است.